# イソペニシリンNシンターゼ
イソペニシリンNシンターゼ（isopenicillin-N synthase、IPNS）は、ペニシリンおよびセファロスポリン生合成酵素の一つで、次の化学反応を触媒する酸化還元酵素である。
N-[(5S)-5-アミノ-5-カルボキシペンタノイル]-L-システイニル-D-バリン + O2 {\displaystyle \rightleftharpoons } イソペニシリンN + 2 H2O
この酵素の基質はN-[(5S)-5-アミノ-5-カルボキシペンタノイル]-L-システイニル-D-バリンとO2で、生成物はイソペニシリンNとH2Oである。
この酵素は酸化還元酵素に属し、酸素を受容体としてX-HとY-HからのX-Y結合の形成に特異的に作用する。組織名はN-[(5S)-5-amino-5-carboxypentanoyl]-L-cysteinyl-D-valine:oxygen oxidoreductase (cyclizing) である。